# قلعه میرآقا
قلعه میرآقا، روستایی از توابع بخش همایجان شهرستان سپیدان در استان فارس ایران است.

## جمعیت
این روستا در دهستان همایجان قرار دارد و براساس سرشماری مرکز آمار ایران در سال ۱۳۸۵، جمعیت آن 1500 نفر (۴۵3خانوار) بوده‌است.